# Provincia Moxico
Moxico este o provincie în Angola.

## Municipalități
- Alto Zambeze
- Bundas
- Camanongue
- Cameia
- Léua
- Luau
- Luacano
- Luchazes
- Moxico